# Barbara Dittus
Barbara Dittus (* 11. Juli 1939 in Guben; † 25. Juni 2001 in Berlin) war eine deutsche Schauspielerin und Synchronsprecherin.

## Leben
Barbara Dittus wirkte bereits als Jugendliche bei Sendungen des Kinderfunks in Schwerin mit. Nach ihrem Abitur besuchte sie von 1956 bis 1961 die Filmuniversität Babelsberg Konrad Wolf. Es folgten Theaterauftritte an mehreren Bühnen der DDR, so auch am Stadttheater Greifswald, in Halle (Saale) und am Deutschen Theater Berlin, wo sie sowohl klassische (Marie in Woyzeck) als auch moderne Rollen (Peter Hacks’ Omphale) spielte, bis sie 1968 von Helene Weigel zum Berliner Ensemble geholt wurde, dem sie bis zum Jahr 1993 angehörte. Auch danach war sie, als Gast, am Berliner Ensemble beschäftigt.
Auch der Film wurde frühzeitig auf die junge Darstellerin aufmerksam, die vor allem durch ihre Verkörperung proletarischer Frauengestalten eine schauspielerische Vielschichtigkeit bewies. Ihren ersten großen Filmerfolg hatte sie mit Die Toten bleiben jung nach Anna Seghers. Es folgten über 100 Rollen in Film und Fernsehen. Auch nach der deutschen Wiedervereinigung war Dittus in vielen Fernsehproduktionen und in zahlreichen Fernsehserien zu sehen, wie beispielsweise in Wolffs Revier, Liebling Kreuzberg oder Ein Fall für zwei.
Daneben arbeitete sie umfangreich im Hörfunk und der Synchronisation und lieh ihre Stimme unter anderem Sophia Loren (Die Puppe des Gangsters, DEFA-Fassung), Stella Stevens (California Clan) und der Hexe (Jana Andrešiková) in der Jugendserie Die Rückkehr der Märchenbraut.
Am 25. Juni 2001 starb Barbara Dittus nach langer, schwerer Krankheit im Alter von 61 Jahren in Berlin.
Ihre Tochter Susanne Lüning ist ebenfalls als Schauspielerin tätig. Mit ihr stand sie 1993 in dem Film Molls Reisen gemeinsam vor der Kamera.

## Filmografie
- 1959: Verwirrung der Liebe
- 1959: Die Entscheidung des Dr. Ahrendt
- 1960: Fünf Tage – Fünf Nächte (Pyat dney – pyat nochey)
- 1961: Ein Sommertag macht keine Liebe
- 1961: Gewissen in Aufruhr
- 1961: Der Ermordete greift ein (TV-Mehrteiler)
- 1962: Die schwarze Galeere
- 1963: Die rote Kamille
- 1964: Feuerwasser
- 1965: Orpheus steigt herab
- 1966: Blaulicht: Maskenball (TV-Reihe)
- 1967: Ein Lord am Alexanderplatz
- 1967: Blaulicht: Der vierte Mann
- 1968: 12 Uhr mittags kommt der Boß
- 1968: Blaulicht: Leichenfund im Jagen 14 (TV-Reihe)
- 1968: Die Toten bleiben jung
- 1969: Mohr und die Raben von London
- 1969: Jede Stunde Deines Lebens (TV-Dreiteiler)
- 1971: Dornröschen
- 1971: Polizeiruf 110: Die Schrottwaage (TV-Reihe)
- 1971: Der Dritte
- 1972: Ein Engel reist ins Paradies
- 1973: Die Kurve
- 1973: Eva und Adam (TV-Vierteiler)
- 1974: Johannes Kepler
- 1974: Solange der Wagen rollt
- 1975: Clara Zetkin (TV)
- 1975: Polizeiruf 110: Der Mann
- 1976: Die Leiden des jungen Werthers
- 1976: Herr Lamberthier
- 1977: Tambari
- 1977–1986: Der Staatsanwalt hat das Wort (Fernsehreihe, 6 Folgen)
- 1977: Polizeiruf 110: Ein unbequemer Zeuge
- 1978: Anton der Zauberer
- 1978: Sieben Sommersprossen
- 1979: Einfach Blumen aufs Dach
- 1979: P.S.
- 1979: Guten Morgen, du Schöne: Doris
- 1979: Plantagenstraße 19
- 1980: Der Direktor (Fernsehfilm)
- 1980: Polizeiruf 110: Zeugen gesucht
- 1980: Unser kurzes Leben
- 1981: Bürgschaft für ein Jahr
- 1981: Hochhausgeschichten (Fernseh-Mehrteiler)
- 1982: Der Tausch
- 1982: Polizeiruf 110: Der Unfall
- 1982: Märkische Forschungen
- 1983: Automärchen
- 1984: Ärztinnen
- 1983: Isabel auf der Treppe
- 1985: Meine Frau Inge und meine Frau Schmidt
- 1985: Atkins
- 1985: Besuch bei van Gogh
- 1985: Das Buschgespenst
- 1986: Stielke, Heinz, fünfzehn…
- 1986: Das Schulgespenst
- 1986: ...und ich dachte, du magst mich
- 1986: Polizeiruf 110: Mit List und Tücke
- 1986: Treffpunkt Flughafen
- 1986: Die Weihnachtsklempner
- 1987: Wie die Alten sungen…
- 1987: Einzug ins Paradies (Fernsehserie)
- 1987: Die Alleinseglerin
- 1987: Mensch Hermann
- 1988: Polizeiruf 110: Amoklauf
- 1988: Die Weihnachtsgans Auguste
- 1989: Späte Ankunft (Fernseh-Zweiteiler)
- 1989: Großer Frieden (Theateraufzeichnung)
- 1991: Der Rest, der bleibt
- 1992: Miraculi
- 1993: Molls Reisen
- 1994: Ein Fall für Zwei (Fernsehserie, 1 Folge)
- 1994: Geheim – oder was?! (Fernsehserie)
- 1995: Das Versprechen
- 1995–1997: Stubbe – Von Fall zu Fall (Fernsehserie, 2 Folgen, verschiedene Rollen)
- 1995–1999: Wolffs Revier (Fernsehserie, 2 Folgen, verschiedene Rollen)
- 1995–1996: Für alle Fälle Stefanie (Fernsehserie, 12 Folgen)
- 1995: Polizeiruf 110: Jutta oder Die Kinder von Damutz
- 1995: Ärzte: Herberge für einen Frühling (TV-Reihe)
- 1995: Unter uns (Fernsehserie)
- 1996: Engelchen
- 1996: Unser Lehrer Doktor Specht (Fernsehserie, 11 Folgen)
- 1997: Tatort: Eiskalt
- 1997: Frauenarzt Dr. Markus Merthin (Fernsehserie, 1 Folge)
- 1997–1998: Liebling Kreuzberg (Fernsehserie, 4 Folgen)
- 1998: Am liebsten Marlene
- 1998: Polizeiruf 110: Das Wunder von Wustermark
- 1998: Spuk aus der Gruft (TV-Reihe)
- 2000: In aller Freundschaft (Fernsehserie, 1 Folge)
- 2000: Der Landarzt (Fernsehserie, 6 Folgen)

## Theater
- 1963: Sean O’Casey: Rote Rosen für mich (Sheila) – Regie: Ernst Kahler (Deutsches Theater Berlin)
- 1965: Jewgeni Schwarz: Der Drache (Berta) – Regie: Benno Besson (Deutsches Theater Berlin)
- 1970: Georg Büchner: Woyzeck (Marie) – Regie: Helmut Nitzschke (Berliner Ensemble)
- 1972: Peter Hacks: Omphale (Omphale) – Regie: Ruth Berghaus (Berliner Ensemble)
- 1975: Leon Kruczkowski: Der erste Tag der Freiheit (Inge) – Regie: Jürgen Pörschmann/Günter Schmidt (Berliner Ensemble)
- 1976: Bertolt Brecht: Der kaukasische Kreidekreis – Regie: Peter Kupke (Berliner Ensemble)
- 1980: William Shakespeare: Der Widerspenstigen Zähmung (Tranio) – Regie: Christoph Brück/Wolf Bunge (Berliner Ensemble)
- 1982: Friedrich Dürrenmatt: Die Physiker (Schwester Monika) – Regie: Jochen Ziller (Berliner Ensemble)
- 1987: Marieluise Fleißer: Fegefeuer in Ingolstadt (Ministrant) – Regie: Axel Richter (Berliner Ensemble)

## Hörspiele
- 1968: Willi Bredel: Verwandte und Bekannte – Regie: Fritz-Ernst Fechner (Hörspiel (8 Teile) – Rundfunk der DDR)
- 1968: Ion Druze: Wenn der Hahn kräht – Regie: Helmut Molegg (Hörspiel – Rundfunk der DDR)
- 1969: Kikuta Kazuo: Die Taube Dankuro (Harumi) – Regie: Horst Liepach (Hörspiel – Rundfunk der DDR)
- 1969: Fritz Selbmann: Ein weiter Weg (Gertrud) – Regie: Fritz-Ernst Fechner (Hörspiel (8 Teile) – Rundfunk der DDR)
- 1973: Lya Rikova: Die Dame mit den zwei Köpfen (Braselli) – Regie: Miroslawa Valova (Hörspiel – Rundfunk der DDR)
- 1974: Wolfgang Müller: Die Spur des Helfried Pappelmann (Ärztin) – Regie: Wolfgang Schonendorf (Hörspiel – Rundfunk der DDR)
- 1974: Helga Schütz: Le Rossignol heißt Nachtigall (Frau) – Regie: Werner Grunow (Hörspiel – Rundfunk der DDR)
- 1974: James Ngugi: Der schwarze Eremit – Regie: Albrecht Surkau (Hörspiel – Rundfunk der DDR)
- 1980: Lia Pirskawetz: Stille Post (Annemarie, Ärztin) – Regie: Horst Liepach (Biografie – Rundfunk der DDR)
- 1980: Dorothy L. Sayers: Der Verdacht (Ethel Mummery) – Regie: Werner Grunow (Kriminalhörspiel – Rundfunk der DDR)
- 1981: Arne Leonhardt: Jazz am Grab (Frau Wurlitzer) – Regie: Werner Grunow (Hörspielpreis der Kritiker für Autor und Regie 1982 – Rundfunk der DDR)
- 1984: Wilhelm Hampel: Die Karriere (Sylvia) – Regie: Joachim Gürtner (Kurzhörspiel aus der Reihe Waldstraße 7 – Rundfunk der DDR)
- 1984: Erwin Ziemer: Vatersorgen (Sylvia Sommer) – Regie: Joachim Gürtner (Kurzhörspiel aus der Reihe Waldstraße 7 – Rundfunk der DDR)
- 1986: Ulrich Waldner: Eine Wohnung unterderhand (Silvia Sommer) – Regie: Detlef Kurzweg (Kurzhörspiel aus der Reihe: Waldstraße Nummer 7 – Rundfunk der DDR)
- 1988: Veit Stiller: Feuerwehrvergügen (Silvia Sommer) – Regie: Detlef Kurzweg (Kurzhörspiel aus der Reihe: Waldstraße Nummer 7 – Rundfunk der DDR):
- 1991: Gerhard Rentzsch: Szenen aus deutschen Landen, eingeleitet und mit Zwischenberichten versehen über die Reise eines Mannes mit Pappkarton – Regie: Walter Niklaus (Hörspielreihe: Augenblickchen Nr. 4 – DS Kultur/BR)
- 1997: Kerstin Ekman: Schwarze Wasser – Schwedischer Psychothriller um rätselhaften Mord – Hörspielfassung: Valerie Stiegel – Regie: Hans Gerd Krogmann (WDR 3/SFB)

## Auszeichnungen
- 1963: Erich Weinert-Medaille für Geboren unter schwarzen Himmeln im Kollektiv
- 1970: Johannes-R.-Becher-Medaille in Bronze
- 1976: Kunstpreis des FDGB für Auf der Suche nach Gatt im Kollektiv
- 1980: Nebendarstellerpreis des Nationalen Spielfilmfestival der DDR in Karl-Marx-Stadt